# Eduardo Araújo
Eduardo Oliveira Araújo (Joaíma, 23 de julho de 1942) é um cantor e compositor brasileiro que integrou a Jovem Guarda e estourou com o êxito "O Bom", canção gravada em 1966.

## Biografia
Nascido no interior de Minas Gerais, na cidade de Joaíma, Eduardo é filho do fazendeiro Coronel Lídio Araújo. Na infância, seus ídolos eram Luiz Gonzaga e Pedro Raimundo. Na adolescência, Eduardo se deixou influenciar pelo rock and roll e rockabilly (principalmente por Gene Vincent) e em 1958, participou da banda "The Playboys". Em 1960, ainda em Belo Horizonte se apresentou na TV itacolomi e também na Rádio Inconfidência, no programa Só Para Mulheres, onde o Radialista Aldair Pinto o apresentava como “O rei do rock de Minas”.

### Início: mudança para o Rio de Janeiro
Em 1960, Eduardo se mudou para o Rio de Janeiro e passou a se apresentar no programa de televisão Hoje É Dia de Rock, apresentado por Jair de Taumaturgo. No ano seguinte gravou um disco de 78 rotações intitulado Eduardo Araújo.
Também participou do Clube do Rock, apresentado por Carlos Imperial. Desapontado com o pouco sucesso, Eduardo voltou para Joaíma.

### Década de 60: a Jovem Guarda
Em 1966, Eduardo, Erasmo Carlos e Carlos Imperial foram acusados de corrupção de menores, após alguns meses sem aparições públicas, Eduardo e os demais são inocentados pelo Juizado de Menores.
Em 1967, após gravar os The Fevers e assinar um contrato com a TV Excelsior, gravou dois de seus maiores sucessos, as canções, "O Bom" e "Vem Quente Que Estou Fervendo" (gravada anteriormente por Erasmo).
Eduardo assinou contrato com a TV Excelsior para apresentar o programa "O Bom", ao lado de Sylvinha, com quem se casaria em 1969.
Em 1968, tornou-se um dos precursores do soul music no Brasil, ao gravar o álbum A Onda é Boogaloo, produzido por Tim Maia.

### Década de 70
Em 1972, o primeiro disco brasileiro em 24 canais, Kizumbau, que também foi mais um trabalho inovador, com influências da música baiana.
Também na década de 70, gravou discos influenciado pela psicodelia e o rock progressivo, recriou canções de compositores brasileiros como Chico Buarque, Ary Barroso e Luiz Gonzaga. Gravou o que ele considera, um dos seus melhores trabalhos musicais: o LP Pelos Caminhos do Rock.

### Década de 80
Após ficar cinco anos sem se dedicar a carreira musical, Eduardo compôs uma canção em homenagem ao cavalo manga-larga marchador.
Mais uma vez de vanguarda, grava em 1980 Amazônia, esse disco demonstra seu elo e sua preocupação com a natureza.
Em 1981, o LP Rebu geral lançado pela Fermata, traz canções de cunho social.
Em 1983, Eduardo Araújo lança Meu Caminho é De Luz e Amor.
Em 1985, o LP Nunca deixe de sonhar pela gravadora Pointer e em 1988 lança o LP Um Homem Chamado Cavalo pela RGE, trabalho produzido pelo grande Renato Teixeira, com influências da música country e do country rock.

### Década de 90
Nos anos 90, apresentou dois programas de televisão, Pé na Estrada (exibido pelo SBT) e Brasil Rural (exibido pela TV Bandeirantes).
Em 1995, participou das comemorações dos 30 anos da Jovem Guarda gravando uma coletânea lançada pela PolyGram.
Em 1997, gravou o álbum Pó de Guaraná em Nova Jersey, o álbum conta com a participação da banda brasileira Dr. Sin.

### Década de 2000
Nos anos 2000, passou a dedicar-se a gravadora Number One, fundada por ele em parceria com Sylvinha. Em 2007, lançam um DVD comemorativo dos 40 anos da Jovem Guarda, cuja divulgação foi interrompida com a morte de Sylvinha em 2008, vítima de câncer de mama, o que abalou profundamente Eduardo.

### Década de 2010
Em 2011, passou a fazer parte do Cast da produtora SOS Sertanejo, onde seu primeiro trabalho foi a gravação com a Banda PE do Exército Brasileiro as músicas de sua autoria "Homem do Campo" e o "Hino Manga Larga Marchador". Esse trabalho foi filmado no Exército em São Paulo e com lançamento em 2012. 
Em 2012, casou-se com a empresária e Advogada Tânia Meirelles.
Em 2013, lança mais um álbum o CD Lado a Lado. 
Em 2014, gravou o DVD 50 anos de carreira, gravado no Antigo Cine Palladium em Belo Horizonte, com participações de Sérgio Reis, Renato Teixeira e Victor & Leo, Landau, Tadeu Franco e Marcelo Viola.
Em 2015, lançou um CD com as canções do DVD comemorativo as 50 anos de carreira musical.
Em 4 de fevereiro de 2015, sua mãe Dona Maria Araújo, veio a falecer aos 98 anos de idade.
Em 17 de junho de 2015, Eduardo Araújo promove um leilão de Jumentos e Muares de sua criação, que passou de geração a geração. A fazenda Aliança completava 100 anos.
Gravou em Nashville com os ícones do Country Music "The Bellamy Brodhers". Foram duas canções, Rodeio de autoria de Eduardo Araújo e Um Raro Jeito de autoria da dupla, que em 2016 fizeram parte do CD Encontros que reuniu vários artistas que gravaram com o Eduardo Araújo entre 2010 a 2015 entre eles, Marcelo Viola e Ricardo, Sergio Reis, Landau, Pedro Araújo, Renato Teixeira, Tadeu Franco e Victor & Léo.
Em 2017, o cantor português Zé Amaro em sua comemoração de 10 anos de carreira, convidou o Eduardo Araújo para gravar a canção "Cowboy, Cantor e Violeiro".
Também em 2017, publica o livro Pelos caminhos do rock: Memórias do Bom pela Editora Record, onde traz além de sua trajetória, desde que se tornou um roqueiro, o nascimento da jovem Guarda, e também sobre a convivência com ícones da nossa música Brasileira, como Tim Maia, Wilson Simonal, Erasmo e Roberto Carlos, além claro de sua história de amor com a cantora Sylvinha Araújo.
Em 2017, mais um voo internacional, Eduardo Araújo grava novamente em Nashville, desta vez com o brasileiro radicado nos EUA há mais de 30 anos e proprietário da lendária casa de Country Music (Robert's Western World), Jesse Lee Jones, com quem gravou um clássico da música mundial "Smile", com uma linda roupagem Country Music.
Em 2018, mais uma vez, mostrando seu pioneirismo, Eduardo Araújo apresenta um novo trabalho, Brazilian Hillbilly, do Country Rock a Moda de Viola, onde traz músicas de raiz (caipira), e introduz o rock, o country e moda de viola. Neste trabalho, a dupla Marcelo Viola e Ricardo Reis se faz presente novamente. O CD está sendo lançado em 2019.

### Década de 2021
Em 2021, foi alvo de mandados de busca e apreensão expedidos pelo Supremo Tribunal Federal, em sua casa em Cotia. A ação investigou a incitação a atos violentos e ameaçadores contra a democracia divulgados pelas redes sociais, juntamente com seu amigo e cantor Sérgio Reis. Quando os policiais chegaram, a casa estava vazia.

## Discografia
- (2019) Brazilian Hillbilly - Do Country Music à Moda de Viola (SOS Sertanejo) • CD
- (2016) Encontros (SOS Sertanejo) • CD
- (2015) Eduardo Araújo & Bellamy Brodhers • CD
- (2014) 50 anos de carreira (SOS Sertanejo) • DVD
- (2013) Lado a Lado (SOS Sertanejo) • CD
- (2012) Eduardo Araújo e o Exercito Brasileiro SP (SOS Sertanejo) • DVD
- (2007) 40 anos da Jovem Guarda com Araújo & Sylvinha • DVD
- (2005) Eduardo Araújo • CD
- (2000) Eduardo Araújo- A aventura não termina • CD
- (2000) Série Bis: Jovem Guarda • CD
- (1999) Meus Momentos: Eduardo Araújo • CD
- (1997) Pó de guaraná (Over Records)
- (1997) Meus momento II (EMI) • CD
- (1996) Meus momentos (EMI) • CD
- (1994) Pegadas • Europa Music • LP
- (1990) Pé na estrada (Independente) • LP
- (1988) Um homem chamado cavalo (RGE) • LP
- (1985) Nunca deixe de sonhar (Pointer) • LP
- (1983) Eduardo Araujo Meu Caminho é De Luz e Amor
- (1981) Rebu geral (Fermata) • LP
- (1980) Amazônia (CBS) • CP
- (1976) Sou filho deste chão (Beverly) • LP
- (1975) Pelos caminhos do rock (RCA Victor) • LP
- (1973) Eduardo Araújo (RCA Victor) • LP
- (1972) Eduardo Araújo (RCA Victor) • LP
- (1971) Eduardo Araújo (Odeon) • LP
- (1969) A onda é boogaloo (Odeon) • LP
- (1968) Não posso dizer adeus/Nem sim, nem não (Odeon) • Compacto simples
- (1968) Adeus, amor, adeus/O tempo da vovó (Odeon) • Compacto simples
- (1968) Amor, amor, amor (Odeon) • Compacto Duplo
- (1967) O bom (Odeon) • LP
- (1967) Vem quente que eu estou fervendo/Coisa linda (Odeon) • Compacto simples
- (1967) Alta tensão (Odeon) • LP
- (1966) O bom com The Fevers (Odeon) • Compacto simples
- (1966) Goiabão / Viva o divórcio (Odeon) • Compacto simples
- (1962) Twist do brotinho/Rock cha cha cha (Philips) • 78
- (1961) Maringá/Prima Dayse (Philips) • Compacto simples
- (1961) Diana me deixou/Deixa o rock (Philips) • 78
- (1961) O garoto do rock (Philips) • Compacto DuploNotas

1. ↑  Embora nunca tenha participado do programa da Rede Record[1]